# Thailand ved sommer-OL 2024
Thailand deltog i sommer-OL 2024 i Paris, Frankrig i perioden 26. juli til 11. august 2024.
Atleter for Thailand vandt i alt seks medaljer.

## Medaljer
| 2024 Paris | Guld | Sølv | Bronze | Total |
| Thailand   | 1    | 3    | 2      | 6     |

### Medaljevinderne
| Thailand sommer-OL 2024 i Paris | Thailand sommer-OL 2024 i Paris | Thailand sommer-OL 2024 i Paris | Thailand sommer-OL 2024 i Paris | Thailand sommer-OL 2024 i Paris |
| Medalje                         | Navn                            | Sport                           | Event                           | Dato                            |
| ------------------------------- | ------------------------------- | ------------------------------- | ------------------------------- | ------------------------------- |
| Guld                            | Panipak Wongpattanakit          | Taekwondo                       | Damernes 49 kg                  | 7. aug                          |
| Sølv                            | Kunlavut Vitidsarn              | Badminton                       | Herresingle                     | 5. august                       |
| Sølv                            | Theerapong Silachai             | Vægtløftning                    | Men's −61 kg                    | 7. august                       |
| Sølv                            | Weeraphon Wichuma               | Vægtløftning                    | Men's −73 kg                    | 8. august                       |
| Bronze                          | Janjaem Suwannapheng            | Boksning                        | Damernes 66 kg                  | 6. august                       |
| Bronze                          | Surodchana Khambao              | Vægtløftning                    | Women's −49 kg                  | 7. august                       |